# Сала, Тьяго
Тьяго Сала (порт. Tiago Sala; 3 октября 1984, Веранополис, Риу-Гранди-ду-Сул) — бразильский футболист, центральный защитник.

## Биография
В начале карьеры числился в ведущих клубах своего штата — «Гремио», «Веранополис», «Жувентуде», «Пелотас», а также в «Фламенго» из штата Рио-де-Жанейро. За «Жувентуде» сыграл один матч в 2005 году.
В сезоне 2007/08 выступал в четвёртом дивизионе Греции за «Мессиниакос», затем снова играл на родине за «Веранополис». Весной 2010 года сыграл 12 матчей и забил один гол в высшем дивизионе Эстонии за таллинский «Нымме Калью», а также вышел на поле в проигранном четвертьфинальном матче Кубка Эстонии.
После возвращения в Бразилию играл за клубы Серии С и D, а также в чемпионатах штатов, в том числе за второй состав «Коринтианса», «Фламенго» (Гуарильяс), «КРАК», «Гуарани де Пальоса», «Трези», «Кампиненсе», «АБС», «Америка» (Натал). C «Кампиненсе» в 2016 году стал чемпионом штата Параиба, с «АБС» в 2017 году — чемпионом штата Риу-Гранди-ду-Норти (Лиги Потигуар).